# Воденичарско
Воденичарско е село в Южна България. То се намира в община Джебел, област Кърджали.

## География
Село Воденичарско се намира в планински район.

## История
Край селото се намира прочутата антична тракийска крепост Маласар от 5 век пр.н.е., изградена наново през Средновековието и запазена днес със стени във височина до 5 метра. До нея има така наречената „вятърна скала“ със скален отвор, през който хората от околностите имат обичая да се промушват всеки Гергьовден.

## Население
Преброяване на населението през 2011 г.
Численост и дял на етническите групи според преброяването на населението през 2011 г.:
|                     | Численост | Дял (в %) |
| Общо                | 114       | 100,00    |
| Българи             | 0         | 0,00      |
| Турци               | 114       | 100,00    |
| Цигани              | 0         | 0,00      |
| Други               | 0         | 0,00      |
| Не се самоопределят | 0         | 0,00      |
| Неотговорили        | 0         | 0,00      |